# Brocchinia decapensis
Brocchinia decapensis is een slakkensoort uit de familie van de Cancellariidae. De wetenschappelijke naam van de soort is voor het eerst geldig gepubliceerd in 1960 door Barnard.